# كريستوف غودن
كريستوف غودن (بالفرنسية: Christophe Godin)‏ هو عازف قيثارة فرنسي، ولد في 1968 في آنسي في فرنسا.

## وصلات خارجية
- كريستوف غودن على موقع ميوزك برينز (الإنجليزية)
- كريستوف غودن على موقع ديسكوغز (الإنجليزية)